# Sokol'niki (Mosca)
Il quartiere Sokol'niki (in russo Район Сокольники?, "falconieri") è un quartiere di Mosca sito nel Distretto Orientale.
Il nome identificò dapprima la pineta posta a nord-est della città, dove dal XV secolo si praticava la falconeria. Ai tempi di Pietro I di Russia il bosco era una popolare meta dei cittadini moscoviti. Alla fine del XIX secolo ne venne ricavato un parco e vi furono realizzate numerose dacie.
Quartiere di Mosca dal 1890, viene raggiunto dalla metropolitana nel 1935.